# Enllaç delta

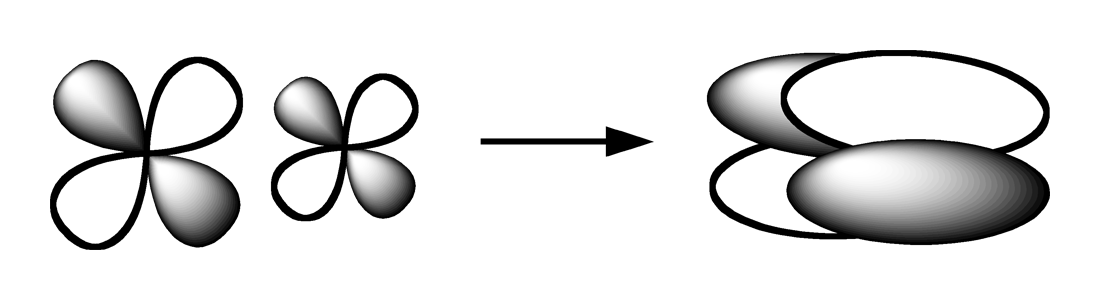
Formació d'un enllaç delta per la superposició de dos orbitals d.

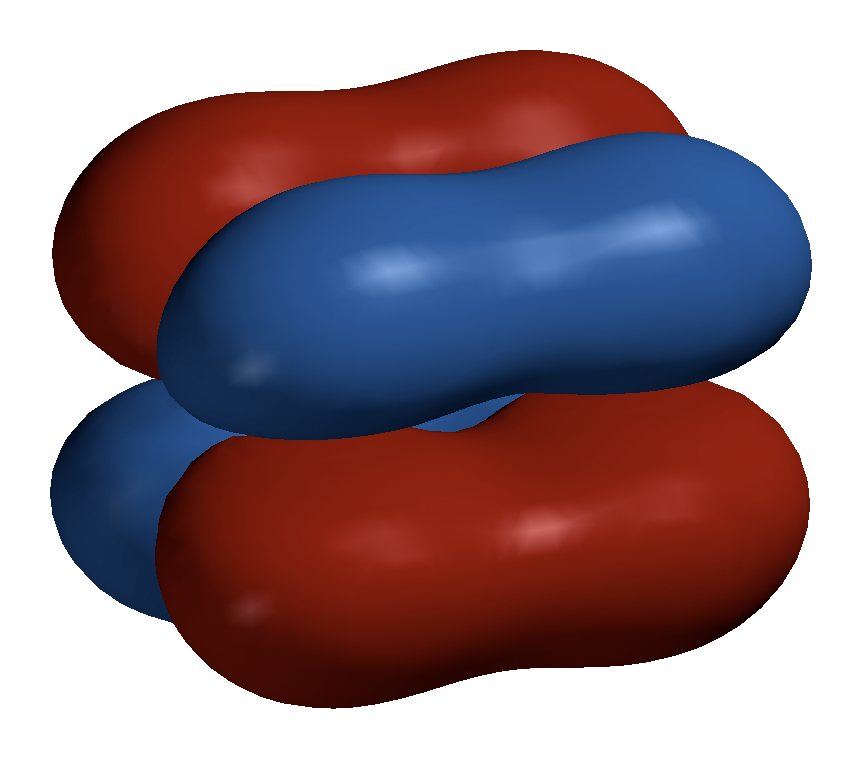
Model 3D de la superfície límit d'un enllaç delta.

Els enllaços delta o enllaços δ (delta bond o δ bond en anglès) en química són enllaços covalents. Aquests enllaços es formen a partir de la superposició d'orbitals atòmics d, els quals acaben donant orbitals moleculars amb dos plans nodals al llarg de l'eix internuclear.
Els orbitals d tenen una forma més diversa: quatre d'ells tenen forma de 4 lòbuls de signes alternats (dos plans nodals, en diferents orientacions de l'espai), i l'últim és un doble lòbul rodejat per un anell (un doble con nodal). Seguint la mateixa tendència, presenten n-3 nodes radials.

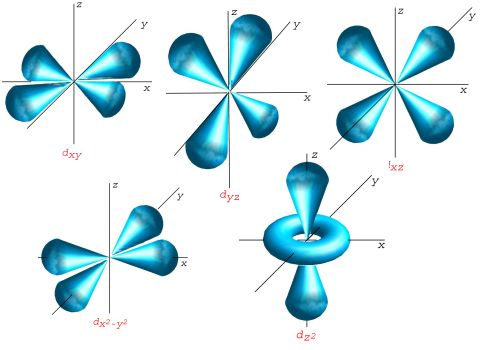
Representació dels orbitals d amb els respectius lòbuls